# Polyalthia florulenta
Polyalthia florulenta este o specie de plante din genul Polyalthia, familia Annonaceae, descrisă de Cheng Yih Wu și Ping Tao Li. Conform Catalogue of Life specia Polyalthia florulenta nu are subspecii cunoscute.